# Ailly-sur-Meuse
Pour les articles homonymes, voir Ailly (homonymie).
Ailly-sur-Meuse est une commune associée du département de la Meuse, en région Grand Est.

## Géographie
Le village d'Ailly est situé sur la rive droite de la Meuse.

## Toponymie
Anciennes mentions : Ailly (1793), Ailly-sur-Meuse (1922).
La Meuse, Maas ; en wallon, Moûse ; en latin Mosa est un fleuve européen qui prend sa source en France et se jette dans la mer du Nord après un cours traversant la France, la Belgique et les Pays-Bas. Elle prend sa source à 409 mètres d’altitude dans le village de Pouilly-en-Bassigny, dans la commune du Châtelet-sur-Meuse.

## Histoire
La commune d'Ailly-sur-Meuse fut réunie en 1972 à celle de Han-sur-Meuse.

## Administration
| Période                                  | Période | Identité          | Étiquette | Qualité |
| ---------------------------------------- | ------- | ----------------- | --------- | ------- |
|                                          |         | Olivier Philippot |           |         |
| Les données manquantes sont à compléter. |         |                   |           |         |

## Démographie
| 1793 | 1800 | 1806 | 1821 | 1831 | 1836 | 1841 | 1846 | 1851 |
| ---- | ---- | ---- | ---- | ---- | ---- | ---- | ---- | ---- |
| 121  | 139  | 140  | 140  | 145  | 142  | 122  | 159  | 183  |

| 1856 | 1861 | 1866 | 1872 | 1876 | 1881 | 1886 | 1891 | 1896 |
| ---- | ---- | ---- | ---- | ---- | ---- | ---- | ---- | ---- |
| 179  | 197  | 196  | 183  | 182  | 124  | 145  | 138  | 141  |

| 1901 | 1906 | 1911 | 1921 | 1931 | 1946 | 1954 | 1962 | 1968 |
| ---- | ---- | ---- | ---- | ---- | ---- | ---- | ---- | ---- |
| 129  | 124  | 110  | 60   | 44   | 42   | 55   | 55   | 54   |

## Lieux et monuments
- L'église Saint-Martin d'Ailly, reconstruite en 1930.